# 関根りさ
関根 りさ（せきね りさ、1989年3月24日 - ）は、日本の女性YouTuber、元看護師。本名は北濱 理紗（きたはま りさ）、旧姓は関根（せきね）。夫はYouTuberのジョージこと北濱丈司。

## 来歴
1989年3月24日、神奈川県相模原市に生まれる。16歳で絞扼性イレウスを患い入院した際に、入院担当の看護師がとても気さくで、「こういう人になれたらいいな」と思ったことをきっかけに、看護師を志すようになった。
都内の大学病院外科病棟で看護師として働き始めて2年目となる2012年2月、YouTubeチャンネルを開設。最初に投稿した動画は、自宅でティッシュ箱の上にiPhoneを置いて、コンビニスイーツを紹介したものだった。次第に美容動画を投稿し始め、雑談しながらメイクをする美容動画などで人気を博した。
2016年に大手YouTuber事務所のUUUMと契約し、同年6月にはYouTubeの「好きなことで、生きていく」キャンペーン第4弾に起用された。2017年1月26日には写真集『SEKINE RISA FIRST BOOK RISA』を出版。
2018年にチャンネル登録者数100万人を突破。同年に看護師の仕事を辞職し、専業YouTuberとなった。
2020年4月に所属事務所のUUUMを退所。 以前は自身のことを「独身貴族」と称していたものの、同年10月にJJコンビのジョージとの結婚を発表。YouTuberで親交の深い河西美希に誘われて、当時ジョージが所属していたカリスマブラザーズと動画でコラボしていたことをきっかけに出逢った。12月、夫のジョージと共に「軍曹と歩兵」を開設。
2021年3月6日に自身がプロデュースするコスメブランド「COL’E by R（コールバイアール）」の販売を開始。
2021年11月に第一子の妊娠を発表し、2022年3月に長男が誕生。2023年4月24日、長男が指定難病である遺伝子疾患の表皮水疱症（接合部型）であることを公表。2024年12月31日、長男の死去を報告。

## 出演

### ウェブドラマ
- 誰に乗っ取られてるの？（2017年1月27日、劇団スカッシュ・YouTube）

### ミュージックビデオ
- サム・ツイ「STORY」（2017年）

### CM
- YouTube テレビCM「好きなことで生きていく」キャンペーン第4弾（2016年6月）[4]
- nosh テレビCM「時短でらくらく編」（2021年）[12]

## 書籍

### 写真集
- SEKINE RISA FIRST BOOK RISA（2017年1月26日、講談社、ISBN 978-4-06-365005-1）[13]